# Cacciatori di frontiera
Cacciatori di frontiera (The Bounty Hunter) è un film statunitense del 1954 diretto da André De Toth.
È un film western con Randolph Scott,che interpreta un cacciatore di taglie che vaga per il vecchio West in cerca di fuorilegge, Dolores Dorn e Marie Windsor.

## Trama
Jim Kipp, famoso cacciatore di taglie, viene contattato dall'Agenzia di investigazioni Pinkerton per dare la caccia a tre banditi che hanno fatto una rapina a Dodge City un anno prima. Jim accetta e va nella zona dove si pensa siano fuggiti. Arriva a  Twin Fork. Sa che uno di loro era ferito. Il fatto che però non si sappia con precisione chi sta cercando rende nervosi e sospettosi i cittadini. L'unico che sa qualcosa è il medico, che ha curato il ferito, ma che ha paura di parlare. Jim fa credere di sapere ormai chi siano i ricercati, per indurli a tradirsi. Un cittadino, sposato con una ragazza del saloon, ferisce il medico, e viene poi ucciso dallo sceriffo. Ma non era lui uno dei banditi, perché era sempre vissuto in città. Invece è l'ufficiale postale a tradirsi, per poi cercare di scappare con il bottino. Jim lo insegue ma lo trova ucciso e i soldi spariti. Torna in città, dove lo sceriffo, che si rivela un altro dei banditi, viene ucciso dalla ragazza del saloon, per vendicare il marito. Era proprio lei la terza ricercata, e quella ferita e curata dal medico. Jim sposerà la figlia del medico e diventerà sceriffo della cittadina.

## Produzione
Il film, diretto da André De Toth su una sceneggiatura di Winston Miller con il soggetto di Winston Miller e Finlay McDermid, fu prodotto da Samuel Bischoff per la Warner Bros. Pictures e la Transcona Enterprises e girato nell'Iverson Ranch a Los Angeles, nelRed Rock Canyon State Park a Cantil, e nel Warner Ranch a Calabasas, in California.

## Distribuzione
Il film fu distribuito negli Stati Uniti dal 25 settembre 1954 al cinema dalla Warner Bros. Pictures.
Alcune delle uscite internazionali sono state:
- in Germania Ovest il 1º marzo 1955 (Ritter der Prärie)
- in Finlandia il 1º aprile 1955 (Elävänä tai kuolleena)
- in Austria nel maggio del 1955 (Ritter der Prärie)
- in Danimarca il 15 agosto 1955 (Præriens hævner)
- in Svezia il 24 ottobre 1955 (Banditjägaren)
- in Francia il 28 novembre 1955 (Terreur à l'ouest)
- in Venezuela (Cazadores de la frontera)
- in Spagna (El cazador de recompensas)
- in Belgio (Mensen opjager)
- in Grecia (O ippotis ton oreon)
- in Italia (Cacciatori di frontiera)

## Critica
Secondo il Morandini il film è un "western Warner di serie B, ma a colori: nel 1954 non era frequente in film di basso costo. Consigliato ai fans di R. Scott, se ne esistono ancora".